# Dakimh el Encantador
Dakimh el Encantador es un personaje ficticio que aparece en los cómics estadounidenses publicados por Marvel Comics.

## Biografía ficticia
Dakimh, un mago sabio pero excéntrico, vivió en la precataclísmica Atlantis y fue alumno de la hechicera Zhered-Na. Zhered-Na fue desterrado de Atlantis por el rey Kamuu por profetizar que el continente se hundiría bajo el océano. Ella comenzó su propio culto y tomó a su discípulo favorito Dakimh y extendió enormemente su vida útil para que envejeciera a un ritmo extremadamente lento. Mientras Zhered-Na perecía, Dakimh sobrevivió al Cataclismo que hundió la Atlántida y escapó, continuó viviendo durante siglos y manteniendo las enseñanzas de su mentor como su único discípulo sobreviviente.
En los últimos años, Dakimh se encontró con Jennifer Kale y Hombre Cosa, convirtiéndose en el mentor de Jennifer. Ayudó a Kale, Hombre Cosa, Korrek y Howard el pato contra el demonio Thog. Mientras luchaba contra Klonus en un combate místico en Citrusville, Dakimh sufrió un ataque cardíaco fatal y entregó sus energías místicas restantes a Jennifer Kale. Aunque está muerto, todavía conserva la capacidad de manifestar su forma espiritual astral durante períodos limitados de tiempo en la Tierra en las dimensiones materiales. 
Más tarde se reveló que Dakimh contó sus historias sobre el Hombre Cosa al escritor Steve Gerber. Dakimh luego envió a Howard, Kale, Korrek y Hombre Cosa para derrotar a Bzzk'Joh. Dakimh y Jennifer Kale fueron capturados más tarde por D'Spayre, y luego fueron salvados por Spider-Man y Hombre Cosa. Dakimh más tarde relató su batalla con la hechicera "Kidney Lady", y sus batallas con D'Spayre durante milenios.

## Poderes y habilidades
Dakimh es un hechicero, con la habilidad de manipular las fuerzas de la magia para una variedad de efectos. Puede proyectar rayos de conmoción de energía mística, crear escudos protectores de energía mística, transformar y transmutar la materia, y es capaz de realizar viajes interdimensionales. También tiene las habilidades mágicas de mesmerismo, pensamiento e ilusión.
Dakimh practica una forma de hechicería que fue dominada y enseñada por la hechicera Zhered-Na. Posee un mayor conocimiento y dominio de las artes de la magia que posiblemente cualquiera en la Tierra, excepto el Doctor Strange. También posee un amplio conocimiento de la alquimia atlante precataclísmica. Tiene un intelecto genial, aunque es más que un poco excéntrico.
Dakimh posee un cristal encantado, a través del cual puede percibir posibles futuros de forma limitada. Puede hacer que aparezcan imágenes de eventos pasados y presentes en todo el multiverso en el estanque de las Aguas de la Eternidad dentro de su castillo. También posee una vasta biblioteca de tradiciones místicas.
Por medios desconocidos, Zhered-Na hizo posible que Dakimh viviera durante milenios, durante los cuales envejeció con extrema lentitud. En años posteriores, el cuerpo físico de Dakimh se debilitó debido a la edad avanzada. Aunque el cuerpo físico de Dakihm ha muerto, su espíritu ahora habita en el reino extradimensional de Therea y puede manifestarse en la Tierra y en otros mundos materiales (lejos de Therea) por períodos de tiempo limitados. El límite de la cantidad de tiempo que puede pasar en los planos materiales parece variar de vez en cuando por razones desconocidas. Si supera estos límites, su espíritu "morirá", o, en otras palabras, ya no podrá existir en dimensiones materiales, sólo espirituales.